# Гідравлічні багатокамерні класифікатори

Гідравлічні багатокамерні класифікатори використовують для підготовки подрібнених руд до збагачення. Вони призначені для розділення матеріалів на кілька класів за швидкістю їхнього осадження у водному середовищі (наприклад, перед концентрацією на столах).
Гідравлічні багатокамерні класифікатори (рис.) являють собою відкритий жолоб 1, що розширюється до зливного порога і по якому протікає горизонтальний потік вихідного матеріалу. У дно жолоба вмонтовані пірамідальні класифікаційні камери 2, розміри яких збільшуються в напрямку розвантажувального кінця корпуса класифікатора. Число камер залежно від типорозміру класифікатора 4, 6 або 8. У нижній частині кожної пірамідальної камери (спігота) розміщені пристрої для класифікації осідаючого матеріалу у висхідних потоках води, подаваної знизу: мішалки 3 для розпушення осідаючих пісків, камери 4 тангенціального підведення води (вортекси) і конуси 5 для розвантаження крупних фракцій. Тангенціальне підведення води знизу забезпечує стійкість висхідного потоку і більш рівномірне розділення вертикальних швидкостей по поперечному перетину камери. Крупність пісків, що послідовно розвантажуються з камер класифікатора, зменшується в напрямку потоку вихідного матеріалу. Швидкість висхідних потоків води в камерах також поступово зменшується, оскільки вона повинна бути рівною кінцевій швидкості стисненого падіння зерен граничної крупності. Найдрібніший продукт видаляється через зливний поріг.